# Maldiverne ved sommer-OL 2024
Maldiverne deltog i sommer-OL 2024 i Paris, Frankrig, fra den 26. juli til den 11. august 2024.
De vandt ingen medaljer.

## Medaljer
| 2024 Paris | Guld | Sølv | Bronze | Total |
| Maldiverne | 0    | 0    | 0      | 0     |

### Medaljevinderne
| Maldiverne under sommer-OL 2024 i Paris | Maldiverne under sommer-OL 2024 i Paris | Maldiverne under sommer-OL 2024 i Paris | Maldiverne under sommer-OL 2024 i Paris | Maldiverne under sommer-OL 2024 i Paris |
| Medalje                                 | Navn                                    | Sport                                   | Event                                   | Dato                                    |
| --------------------------------------- | --------------------------------------- | --------------------------------------- | --------------------------------------- | --------------------------------------- |
| -                                       | -                                       | -                                       | -                                       | -                                       |